# Matsu-shima
Pour les articles homonymes, voir Matsu (homonymie).
Matsu-shima (松島, litt. « île aux pins ») est un des plus célèbres archipels du Japon.

## Géographie
Composé d'environ 260 îlots couverts de pins maritimes, l'archipel de Matsu-shima est situé au nord-est de Sendai, dans la baie de Matsu-shima. Il dépend de la préfecture de Miyagi.

## Histoire
Ce lieu est considéré comme l'un des paysages les plus beaux et les plus pittoresques du pays. Au début de l'époque d'Edo, l'érudit Hayashi Gahō (1618-1680) déclare dans Nihonkoku jiseki kō (日本国事跡考, « De l'héritage du Japon ») que Matsu-shima est l'un des trois plus beaux paysages du Japon, aux côtés d'Amanohashidate et d'Itsukushima,.
Quatre vues panoramiques de ces îles, appelées Matsu-shima shidaikan, ont été sélectionnées à la fin de l'époque d'Edo (1603-1868) par le savant confucianiste Funayama Mannen (舟山 萬年) :
- sōkan, à partir du mont Ōtakamori,
- reikan, à partir du mont Tomiyama,
- yūkan, dans la vallée d'Ogitani,
- ikan, à partir du mont Tamon.

Un célèbre haïku, parfois attribué à Matsuo Bashō, mais qui pourrait être l'œuvre du moine Tahara (田原坊, Tahara-bō), maître de kyōka, rend l'idée du poète auquel manquent les mots pour exprimer ce qu'il ressent :
Matsushima ya (松島や)

aa Matsushima ya (ああ松島や)

Matsushima ya (松島や)
Le bourg de Matsushima est jumelé avec l'île des Pins (Nouvelle-Calédonie) depuis 1980. L'île accueille par ailleurs une base de la force aérienne d'autodéfense japonaise.